# Dukagjinská vzpoura
Dukagjinská vzpoura (albánsky: Kryengritja e Dukagjinit) byla vzpoura katolíků v severní Albánii, která vypukla 20. listopadu 1926. Velice rychle se rozšířila z katolického severu země až po Skadar.. Vláda ji surově potlačila. Celá záležitost měla mezinárodní dozvuk, neboť vzbouřence podporovala sousední Jugoslávie, což Zogua vyprovokovalo přerušit s ní spolupráci. Nedlouho po skončení celé akce byl podepsán první z tzv. tiranských paktů, ve kterém se Albánie sblížila ještě silněji s Itálií.